# Рутовский, Тадеуш
Тадеуш Рутовский (пол. Tadeusz Rutowski; 2 декабря 1852, Тарнув — 30 марта 1918, Крехов (ныне в Жолковской городской общине Львовского района Львовской области Украины) — польский общественный деятель, журналист, публицист, президент (градоначальник) Львова (1914—1915), меценат. Доктор философии.

## Биография
Из помещиков. После гимназии в течение 8-ми лет обучался в Вене (Императорско-королевском политехническом институте, затем на юридическом факультете, а с 1872 — на философском отделении столичного университета), где стал доктором философии.
Затем сотрудничал с рядом польских газет и журналов «Ekonomist Polski», «Gazeta Narodowa», «Muzeum», «Nowa Reforma», «Przełom», «Słowo Polske» и др.
Избирался послом (депутатом) Краевого Сейма Галиции во Львове и Австро-Венгерского Государственного Совета.
С 1905 — вице-президент г. Львова. С 1910 по 1914 год жил в доме № 12 по ул. Глибова. Во время оккупации Галиции русскими войсками в ходе первой мировой войны — президент города (3 сентября 1914 — 22 июня 1915). Проявил себя хорошим организатором, старавшимся в тяжелых военных условиях обеспечить всем жителям города нормальные условия жизни. При отступлении русской армии в числе 40 именитых граждан Львова был интернирован в отдаленные районы Российской империи.
После 17 месяцев пребывания в России — триумфально вернулся во Львов и с 1917 — руководил городским комиссариатом.
Тадеуш Рутовский — известный меценат искусства, коллекционер. Был главным редактором ежемесячника «Искусство» (пол. «Sztuka») . Инициатор создания городской картинной галереи во Львове (теперь Львовская галерея искусств).
Умер в Крехове близ Жолквы. Похоронен на Лычаковском кладбище во Львове. Во Львове есть улица Рутовского.